# Arbaz
Arbaz é uma comuna da Suíça, no Cantão Valais, com cerca de 1.090 habitantes. Estende-se por uma área de 19,3 km², de densidade populacional de 44 hab/km². Confina com as seguintes comunas: Ayent, Grimisuat, Savièse.
A língua oficial nesta comuna é o Francês.